# Trochę nadziei
Trochę nadziei – polski film fabularny z 1971 roku, w reżyserii Juliana Dziedziny.

## Opis fabuły
Film obrazowo przedstawia problem migracji młodzieży w poszukiwaniu łatwiejszego życia, ze wsi do miast. Janek, główny bohater, po długiej rozłące z rodziną powraca z miasta na wieś, do rodzinnej miejscowości. Postanawia spotkać się z rodzicami, a zwłaszcza z chorym ojcem. Po długiej rozmowie Janek musi podjąć decyzję - zostać na wsi, czy wrócić do miasta. W końcu decyduje się zostać i pomóc ojcu.

## Obsada aktorska
- Tomasz Zaliwski − jako pensjonariusz sanatorium
- Laura Łącz − jako dziewczyna na wsi